# Comuna Recea-Cristur, Cluj
Recea-Cristur (în maghiară Récekeresztúr) este o comună în județul Cluj, Transilvania, România, formată din satele Căprioara, Ciubanca, Ciubăncuța, Elciu, Escu, Jurca, Osoi, Pustuța și Recea-Cristur (reședința).

## Date geografice
Comuna este situată în zona Dealurilor Gârboului, pe cursul superior al râului Lonea.

## Demografie
Componența etnică a comunei Recea-Cristur
     Români (65,18%)
     Romi (25,74%)
     Alte etnii (0,96%)
     Necunoscută (8,12%)
Componența confesională a comunei Recea-Cristur
     Ortodocși (79,56%)
     Penticostali (10,05%)
     Alte religii (1,86%)
     Necunoscută (8,53%)
Conform recensământului efectuat în 2021, populația comunei Recea-Cristur se ridică la 1.453 de locuitori, în creștere față de recensământul anterior din 2011, când fuseseră înregistrați 1.412 locuitori. Majoritatea locuitorilor sunt români (65,18%), cu o minoritate de romi (25,74%), iar pentru 8,12% nu se cunoaște apartenența etnică. Din punct de vedere confesional, majoritatea locuitorilor sunt ortodocși (79,56%), cu o minoritate de penticostali (10,05%), iar pentru 8,53% nu se cunoaște apartenența confesională.

## Politică și administrație
Comuna Recea-Cristur este administrată de un primar și un consiliu local compus din 9 consilieri. Primarul, Laurian Alexandru Rus[*], de la Partidul Național Liberal, este în funcție din 2004. Începând cu alegerile locale din 2024, consiliul local are următoarea componență pe partide politice:
|  | Partid                    | Consilieri | Componența Consiliului | Componența Consiliului | Componența Consiliului | Componența Consiliului | Componența Consiliului | Componența Consiliului | Componența Consiliului | Componența Consiliului |
|  | ------------------------- | ---------- | ---------------------- | ---------------------- | ---------------------- | ---------------------- | ---------------------- | ---------------------- | ---------------------- | ---------------------- |
|  | Partidul Național Liberal | 8          |                        |                        |                        |                        |                        |                        |                        |                        |
|  | Partidul Social Democrat  | 1          |                        |                        |                        |                        |                        |                        |                        |                        |

### Evoluție istorică
De-a lungul timpului populația comunei a evoluat astfel:
Recea-Cristur - evoluția demografică

|  | Graficele sunt indisponibile din cauza unor probleme tehnice. Mai multe informații se găsesc la Phabricator și la wiki-ul MediaWiki. |

Date: Recensăminte sau birourile de statistică - grafică realizată de Wikipedia

## Istoric
Prima menționare documentară a satului Recea-Cristur este din 1320.

## Lăcașuri de cult
- Biserica de lemn „Sf. Arhangheli Mihail și Gavriil” din Osoi (1800), cu picturi pe pereții interiori datând din 1821.
- Biserica de lemn „Sf. Nicolae” din Ciubăncuța (1829).
- Biserica de lemn din Pustuța

## Imagini

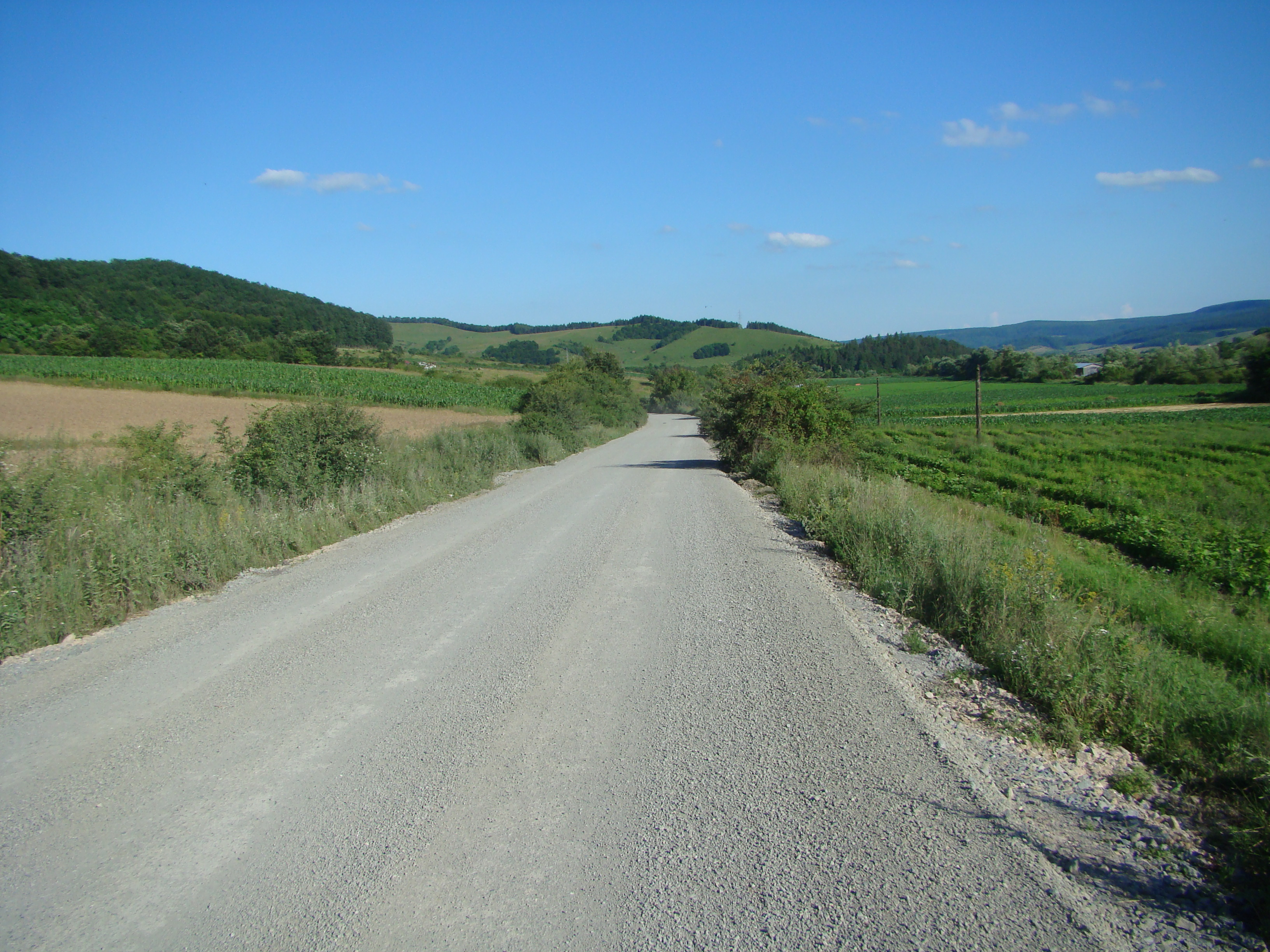
Drumul Panticeu-Recea-Cristur
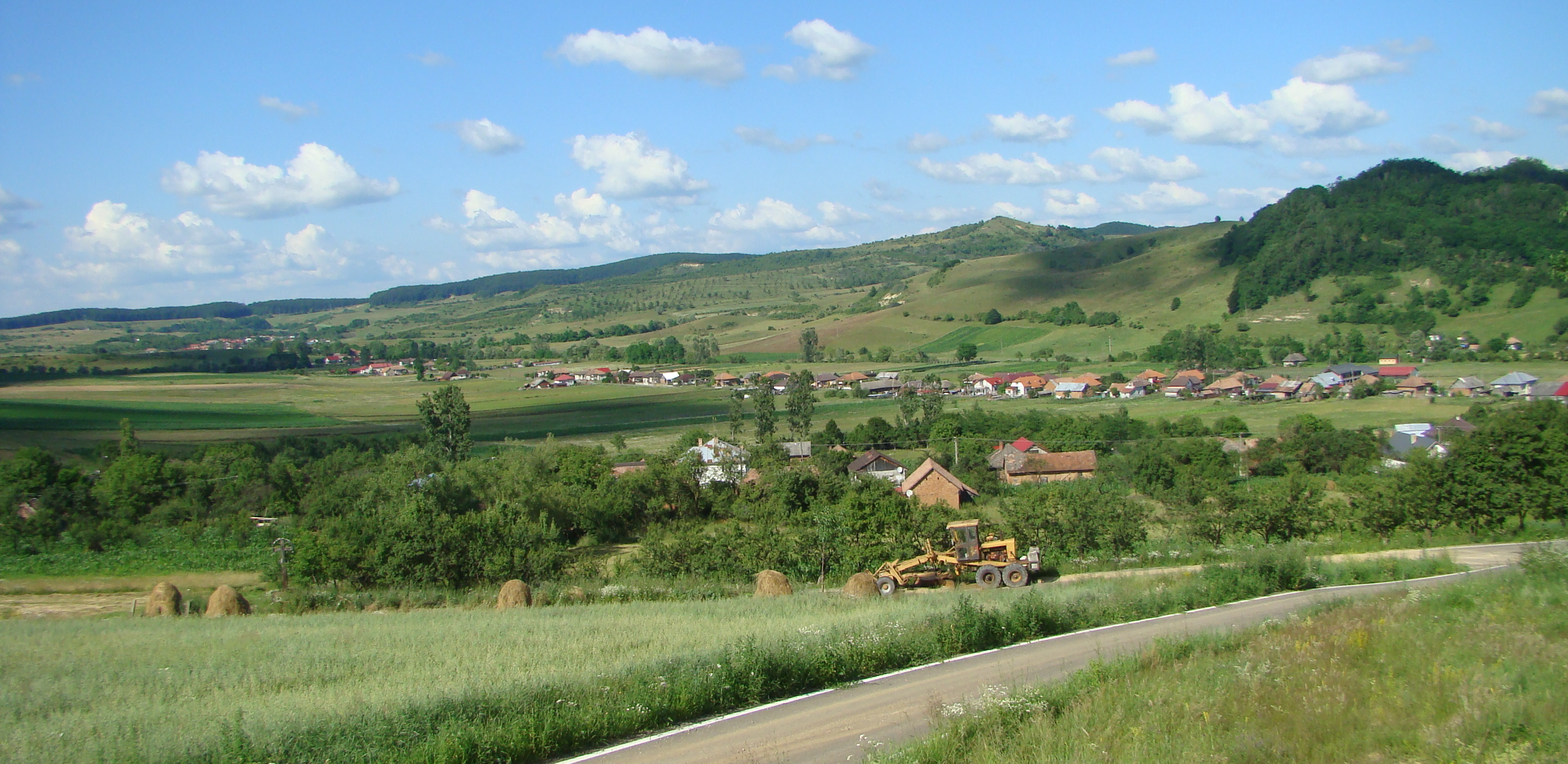
Recea-Cristur
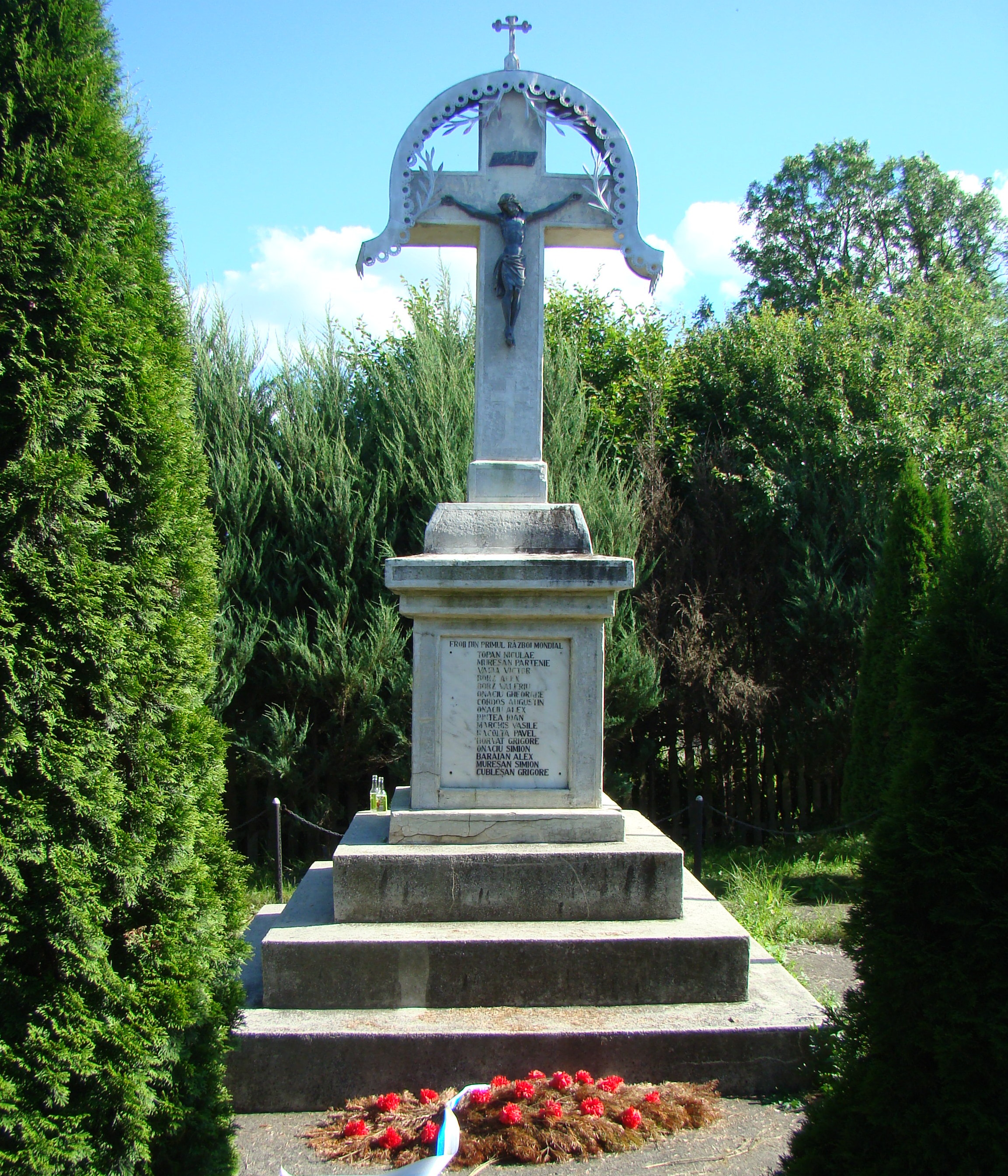
Monumentul eroilor
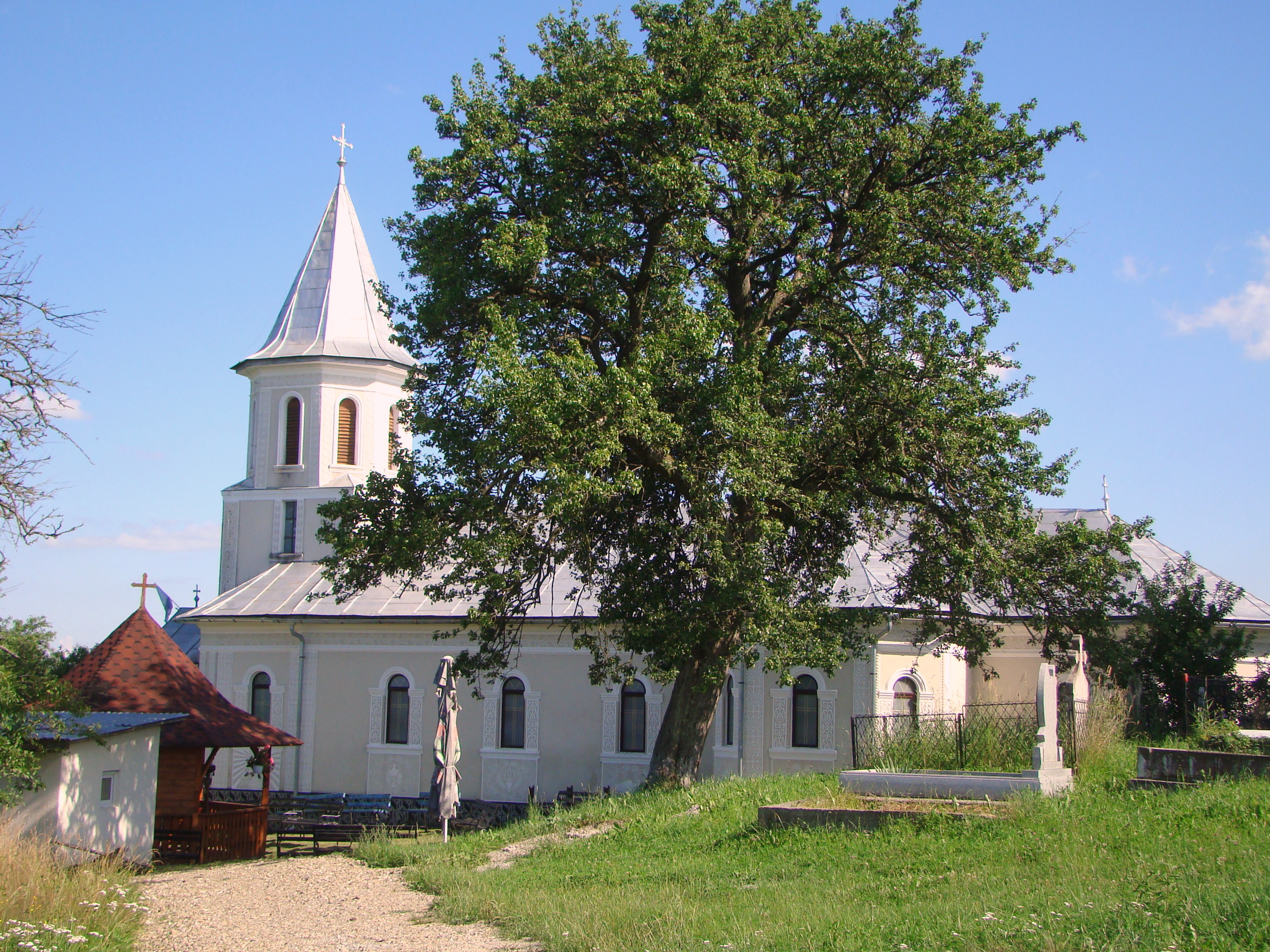
Biserica „Sfântul Ierarh Nicolae”
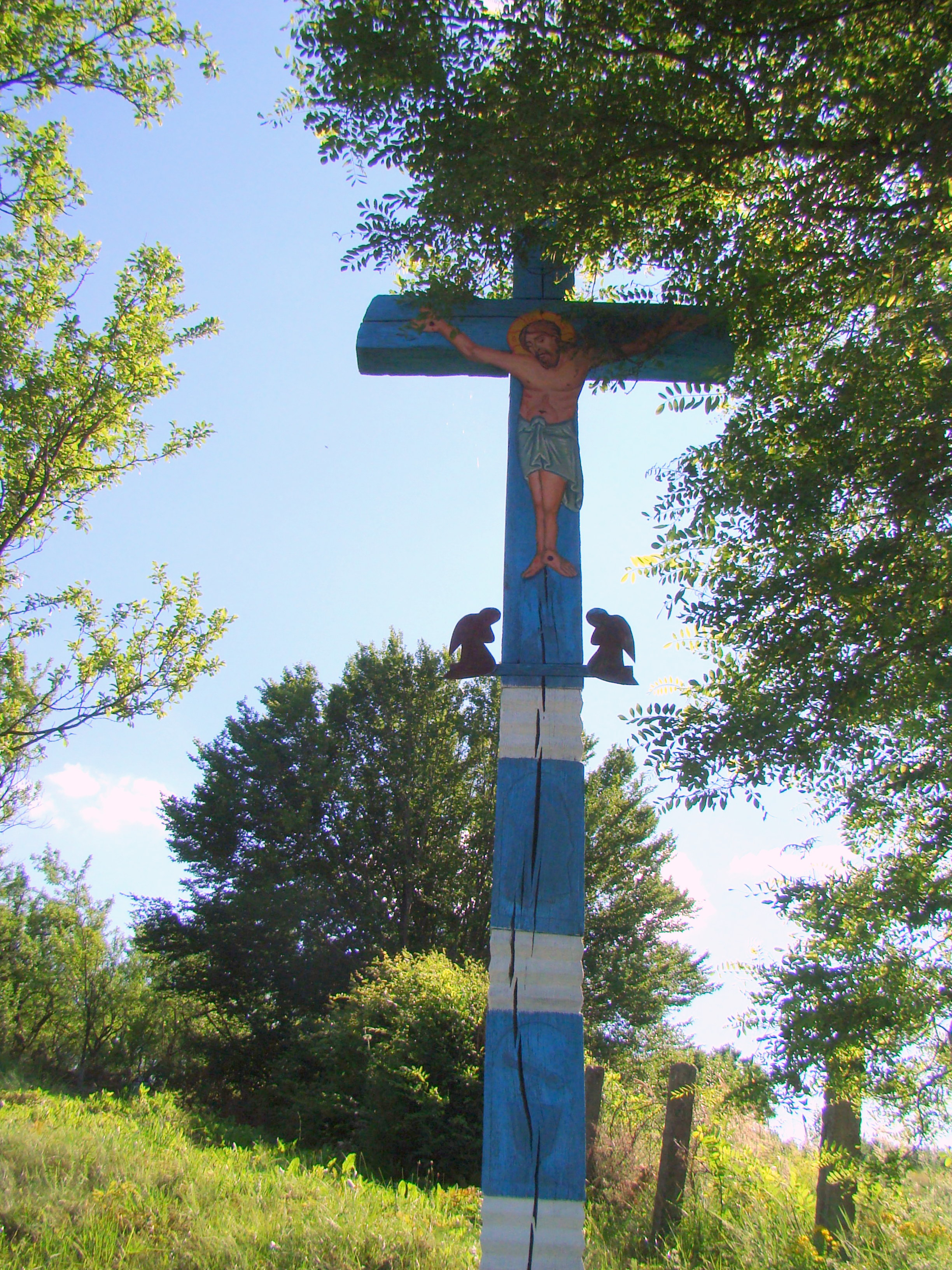
Recea-Cristur, județul Cluj
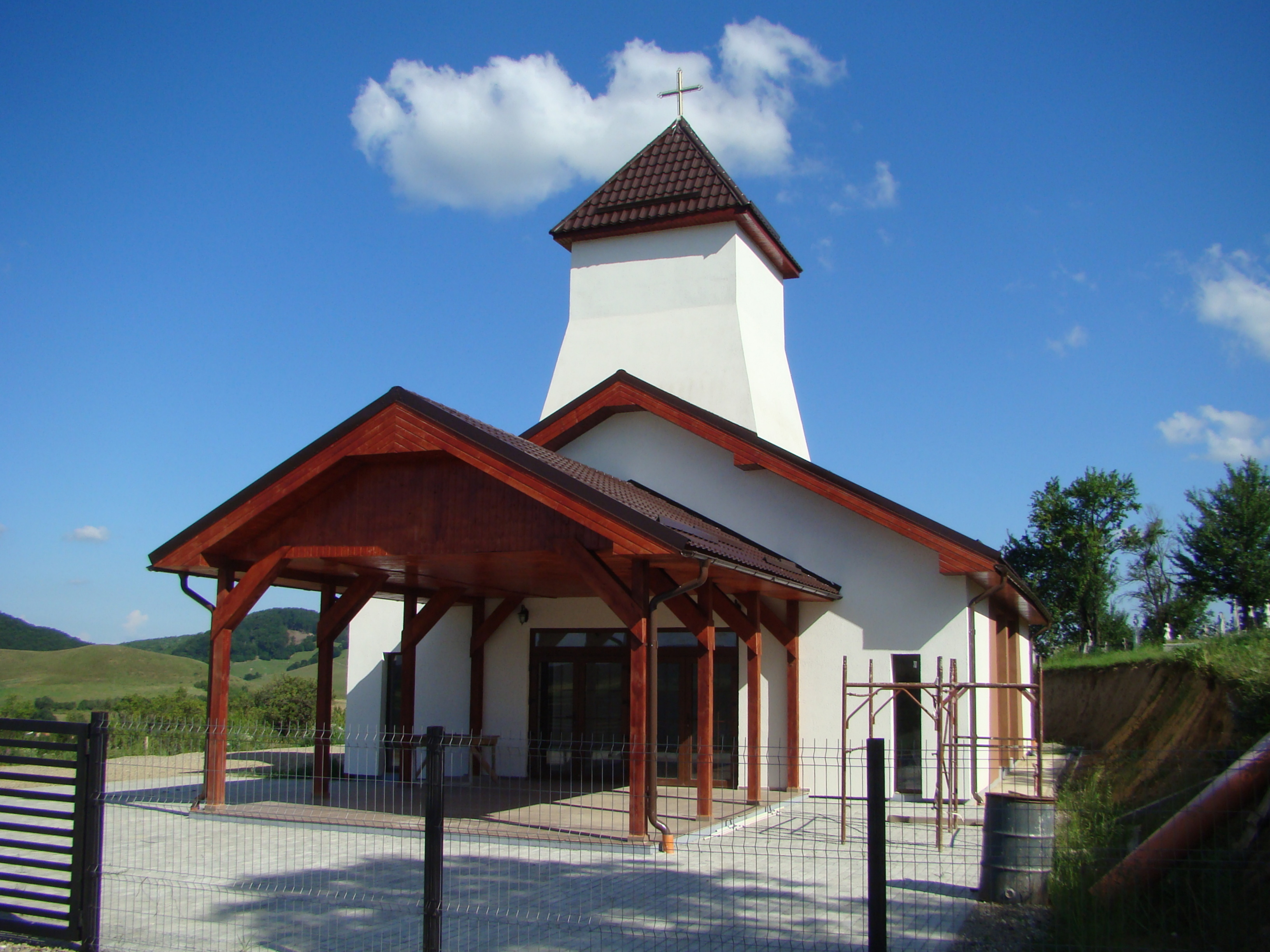
Capela
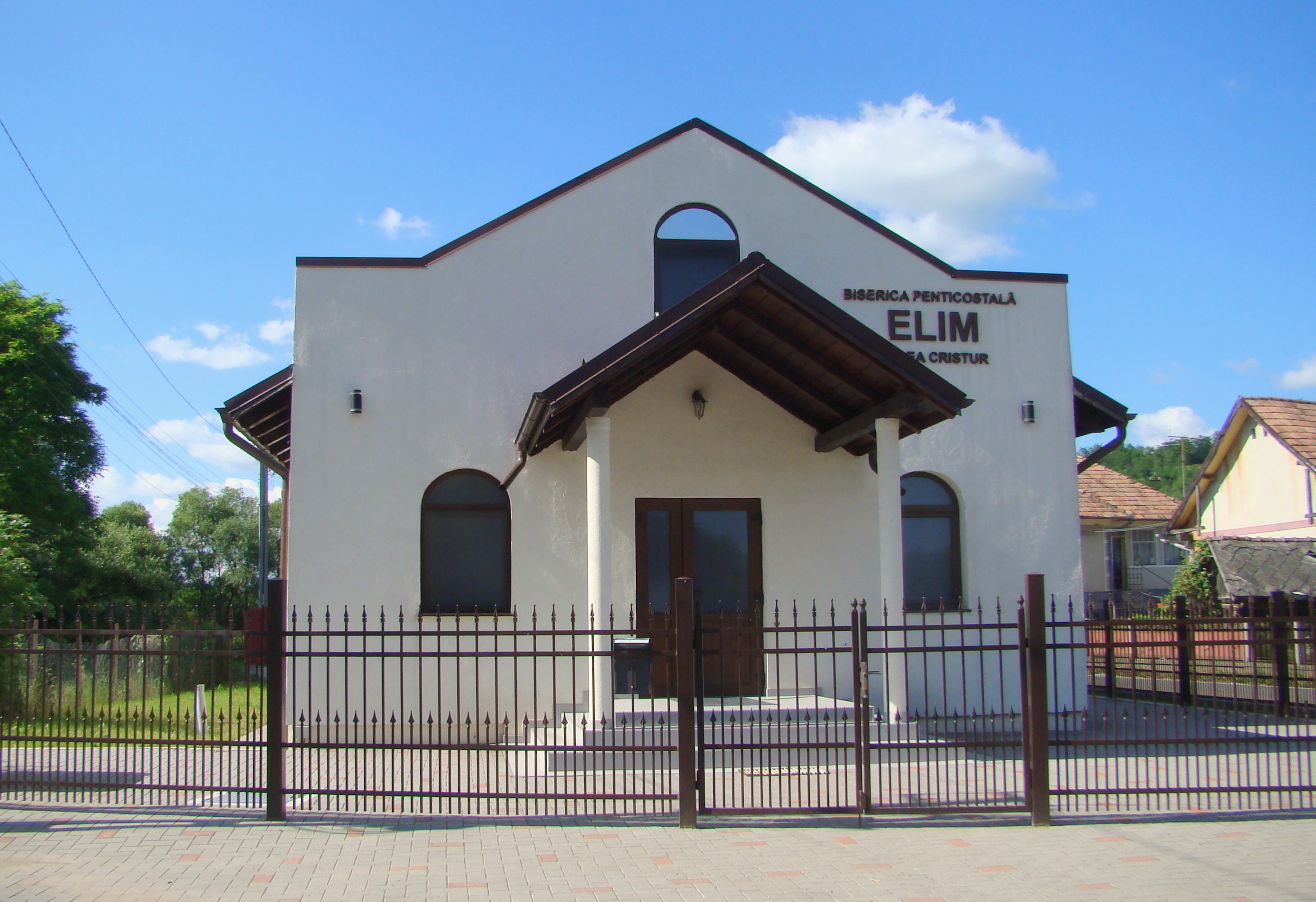
Biserica penticostală
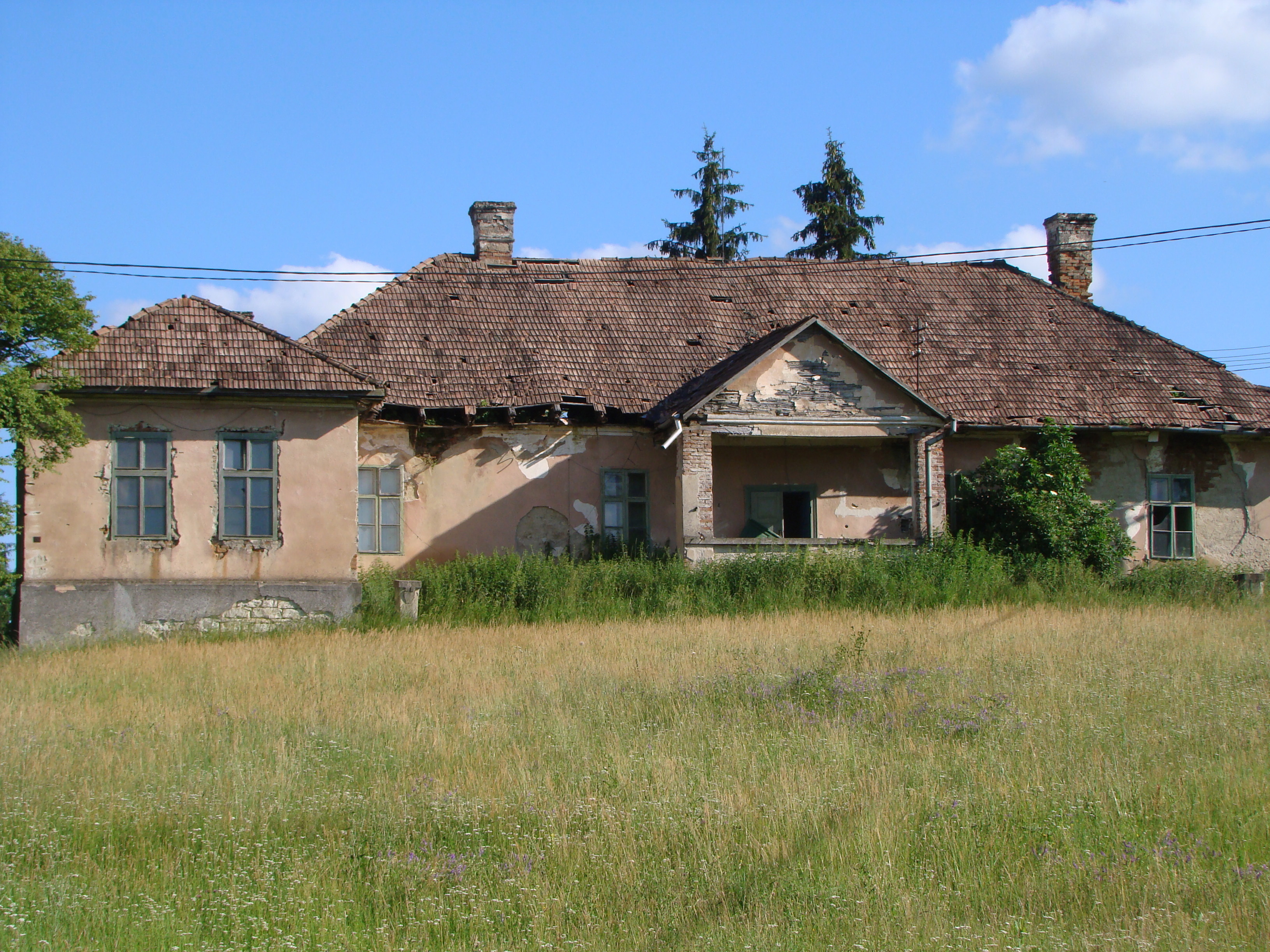
Recea-Cristur, județul Cluj
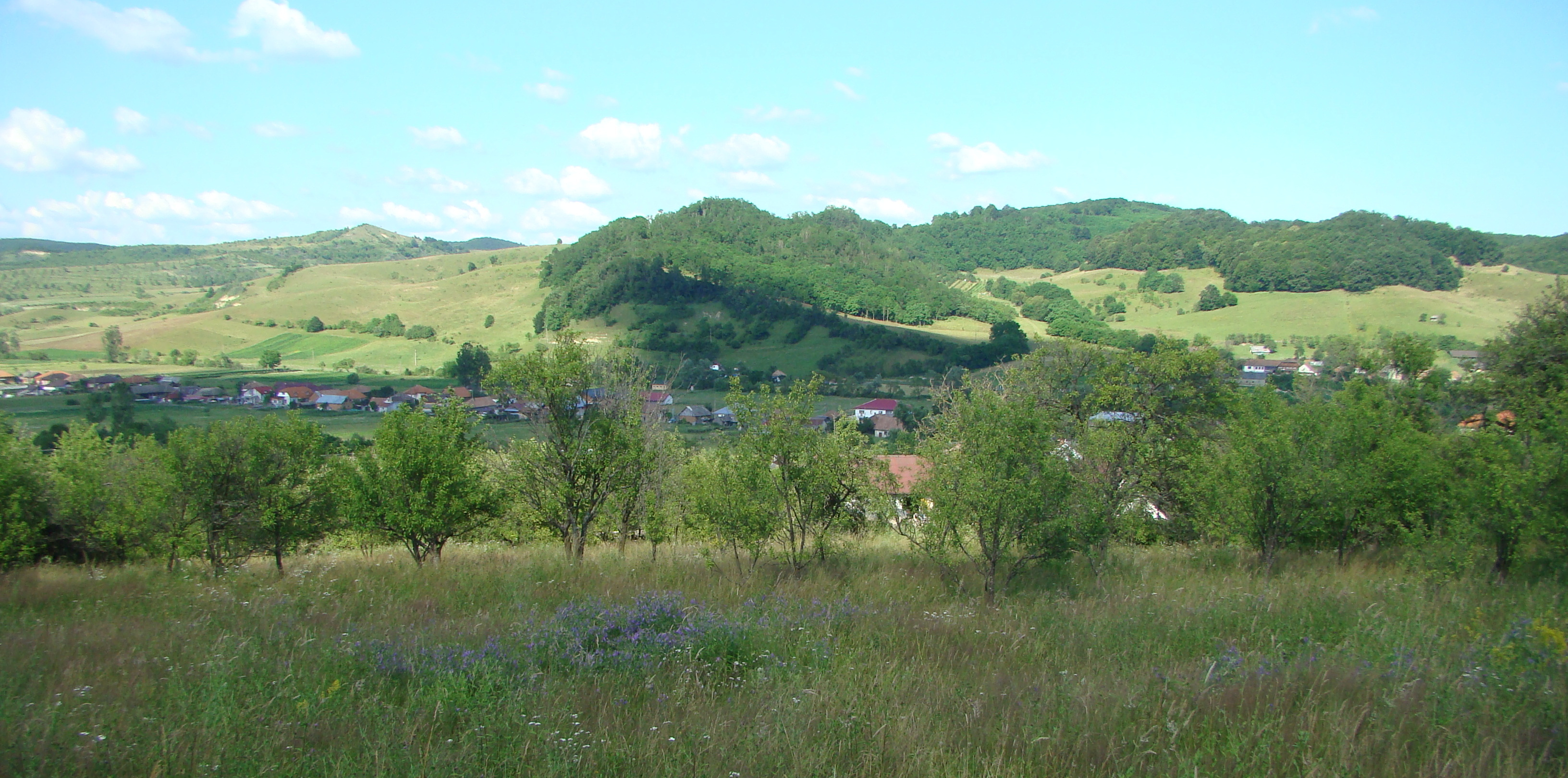
Recea-Cristur
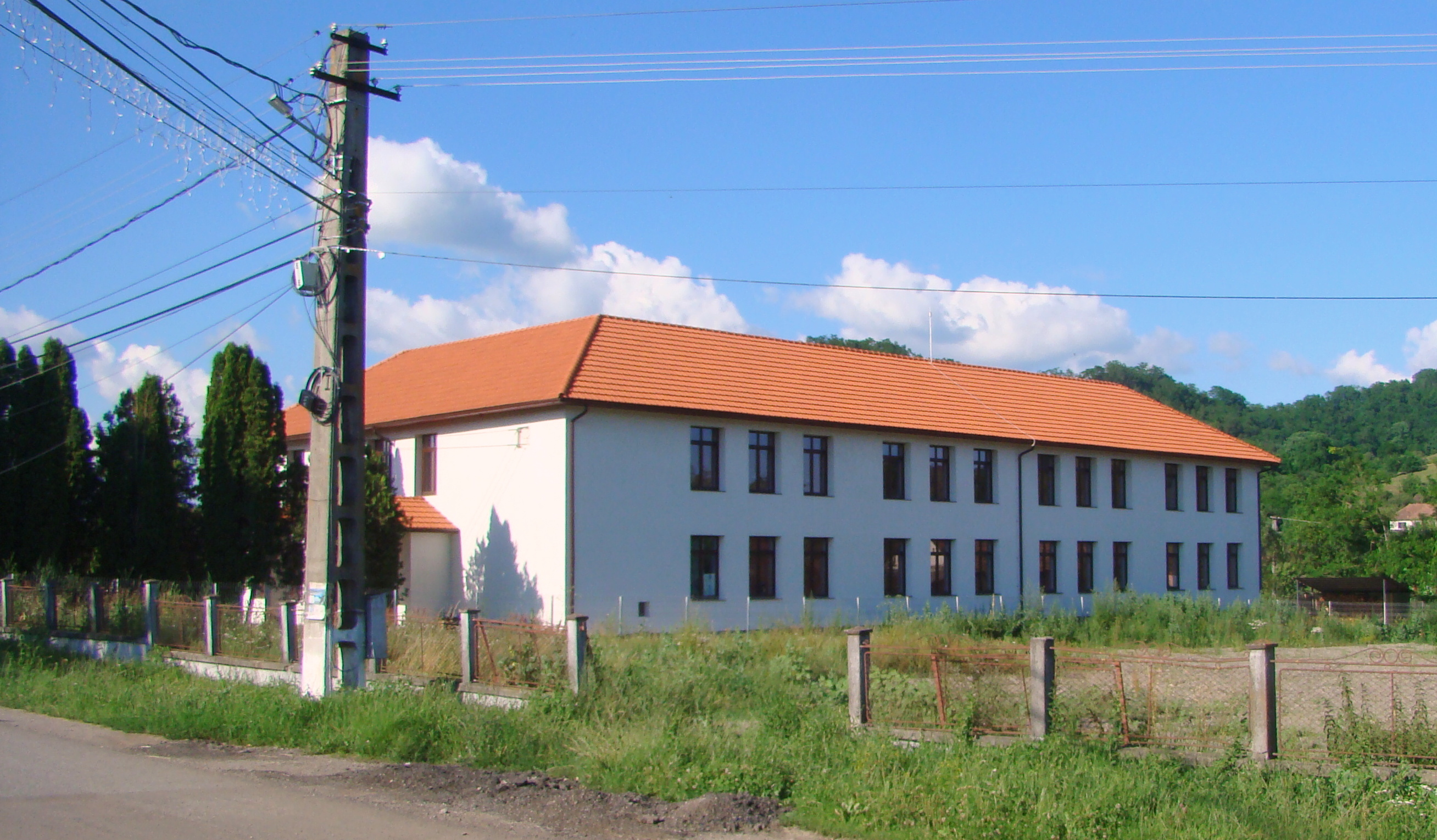
Școala
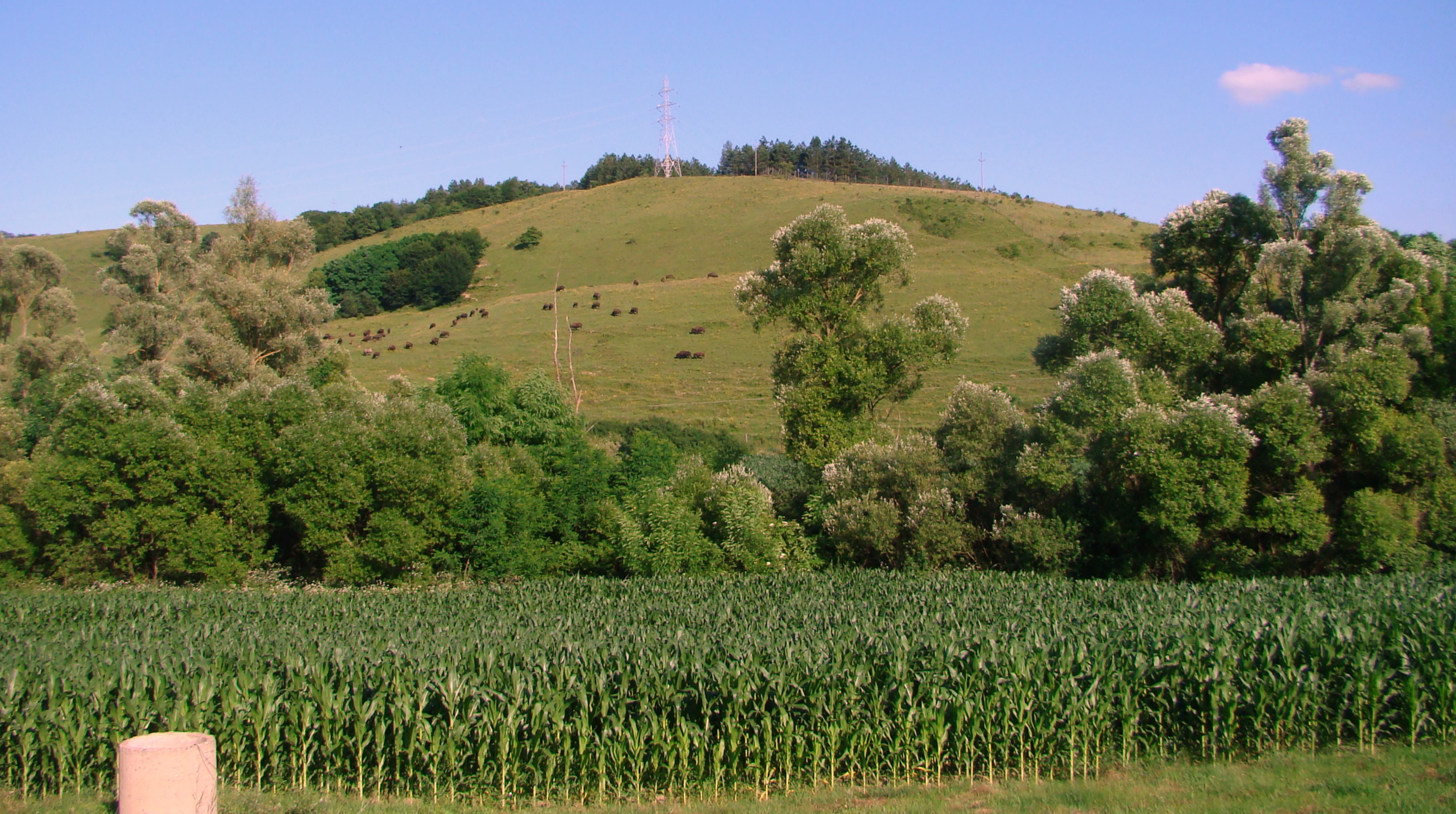
Cea mai mare fermă de bizoni din Europa se află la Recea-Cristur
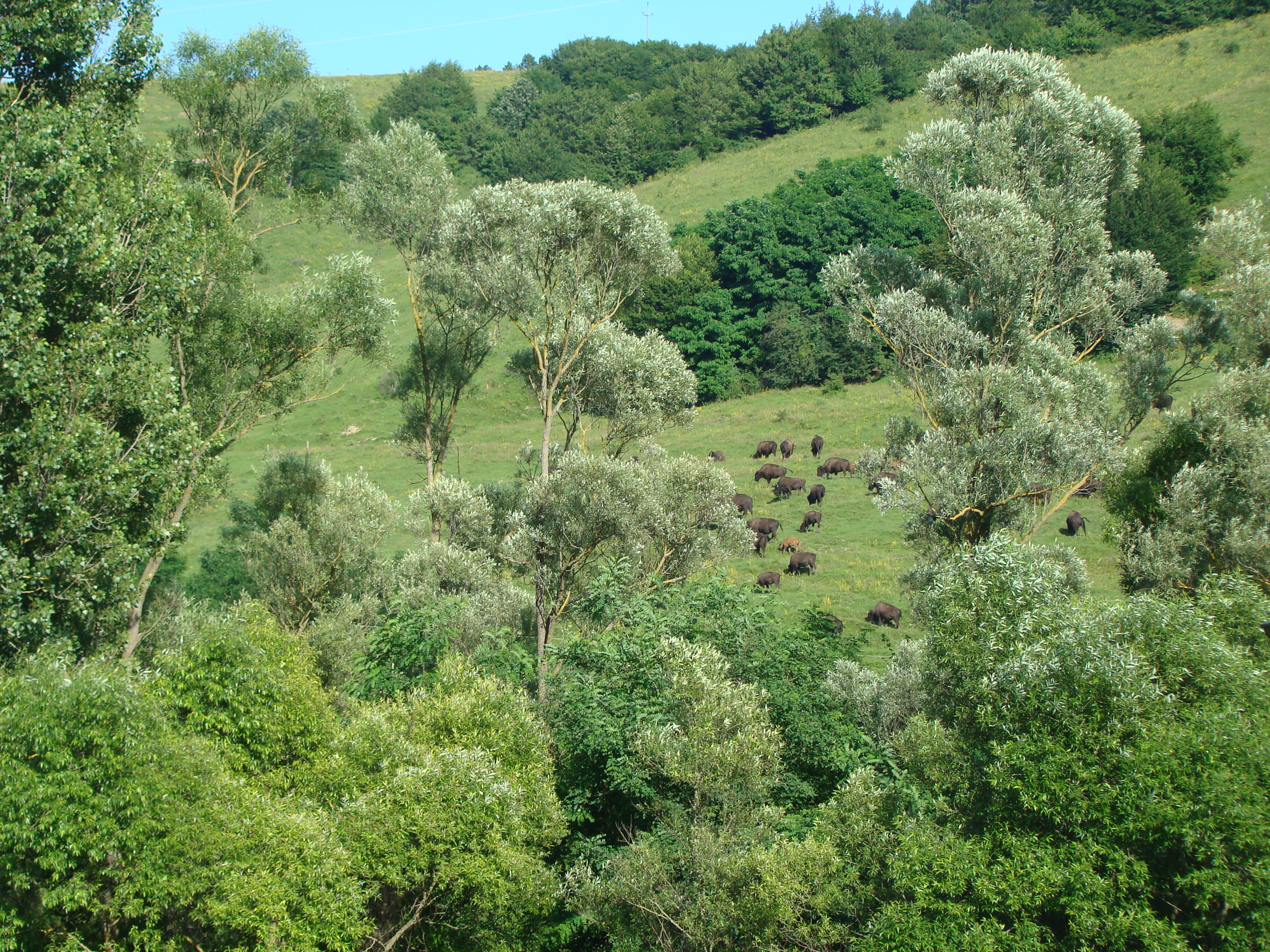
Bizonii din Recea-Cristur, județul Cluj
Biserica de lemn din Pustuța
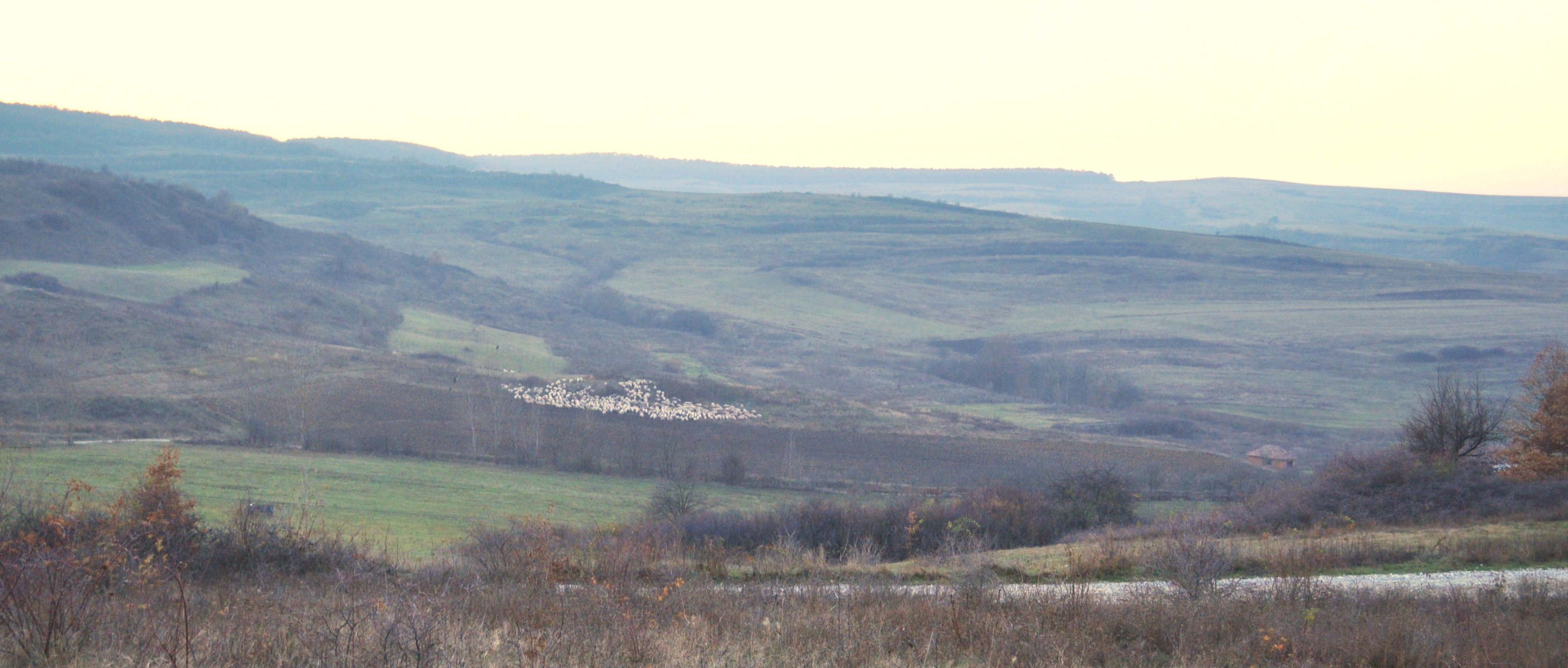
Escu
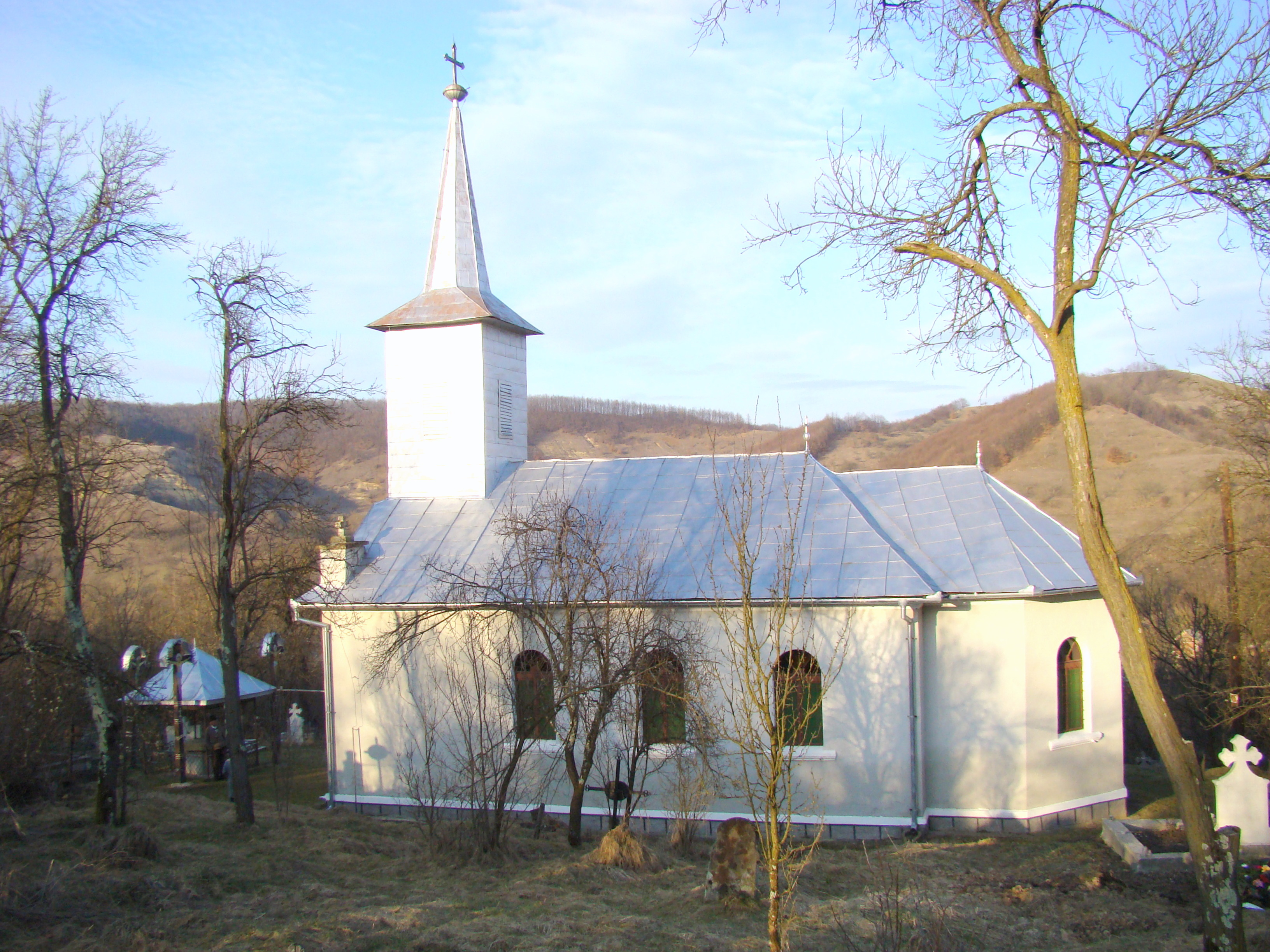
Biserica din Elciu
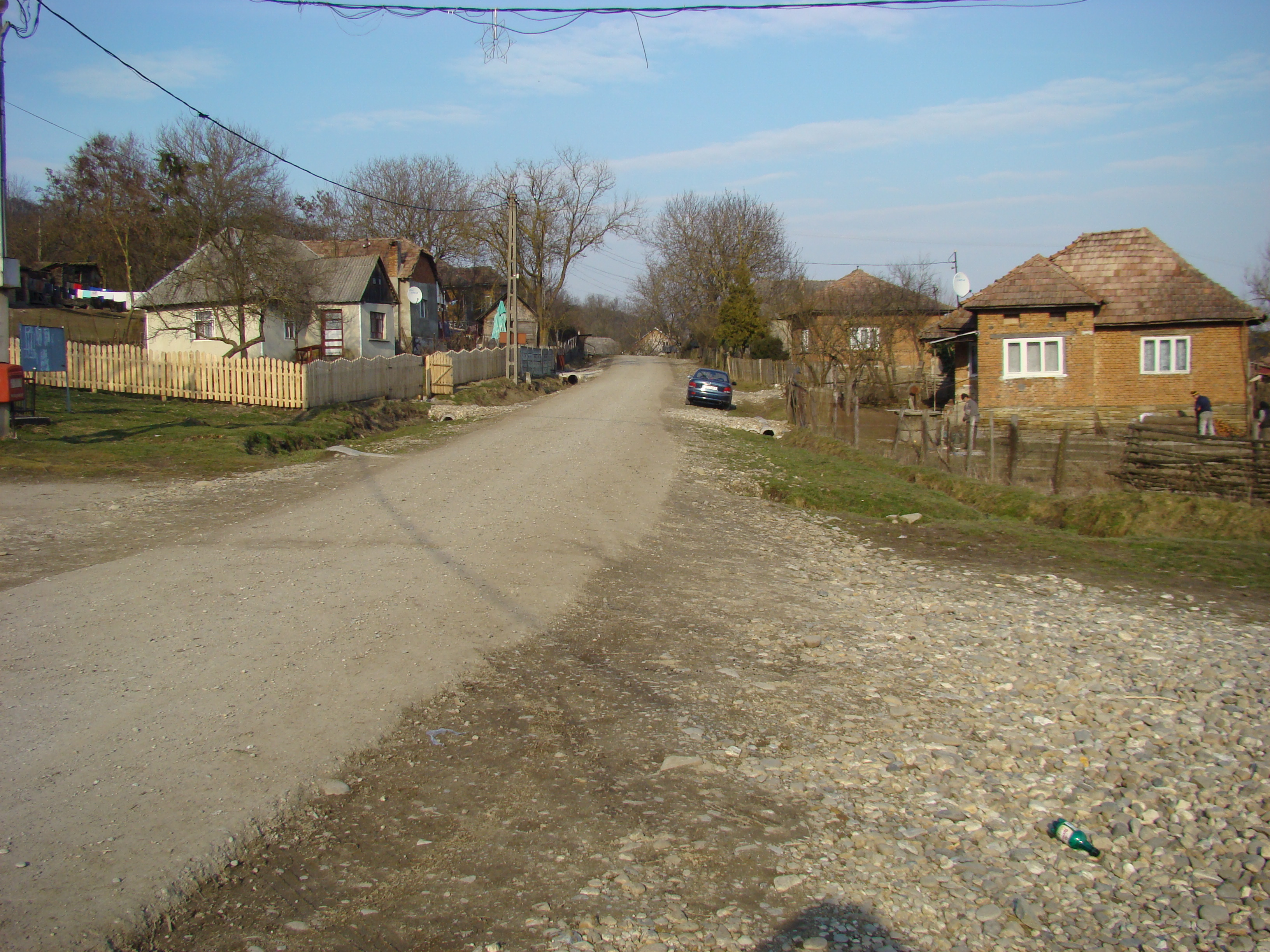
Osoi
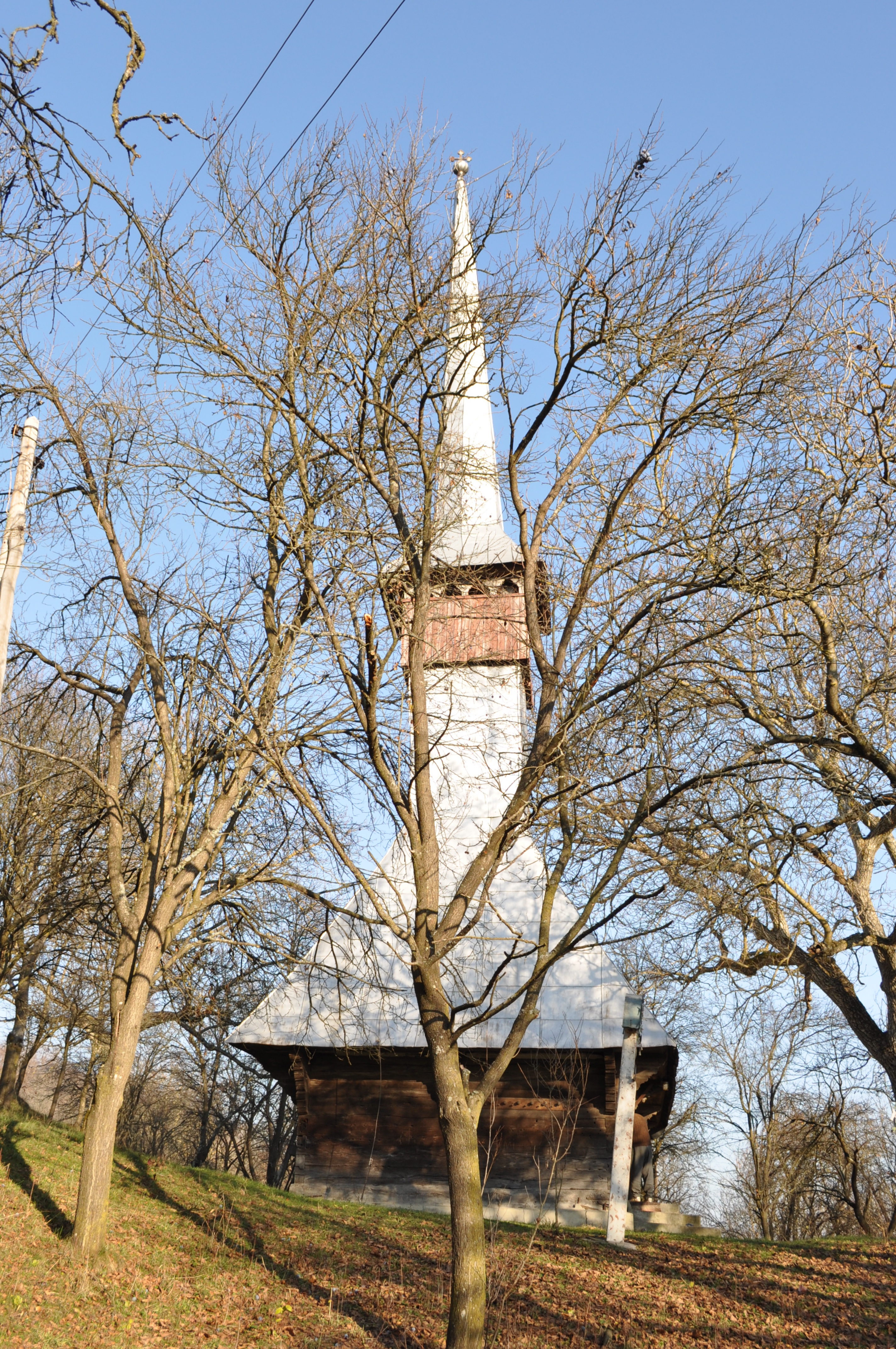
Biserica de lemn din Osoi
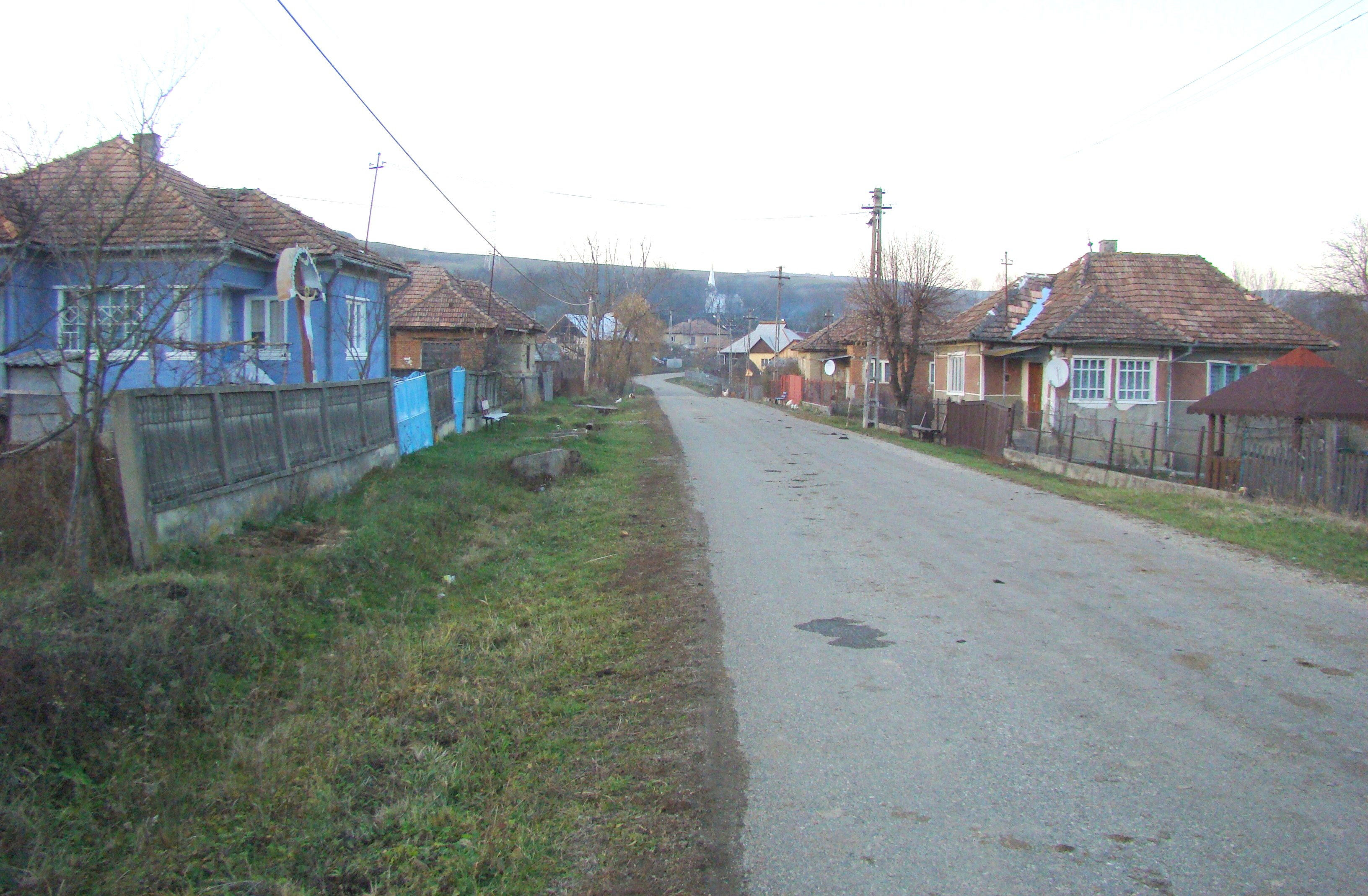
Ciubăncuța
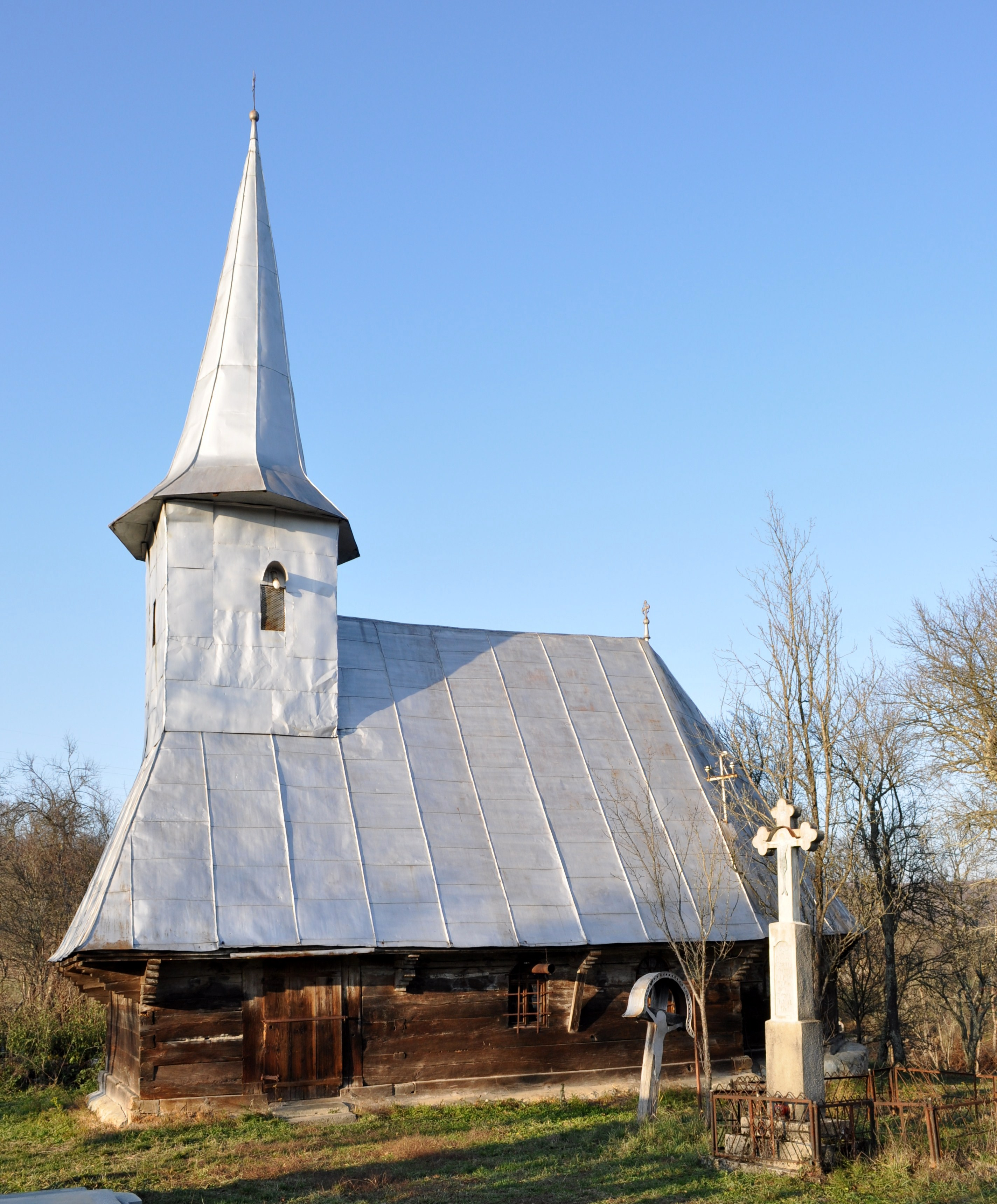
Biserica de lemn din Ciubăncuța
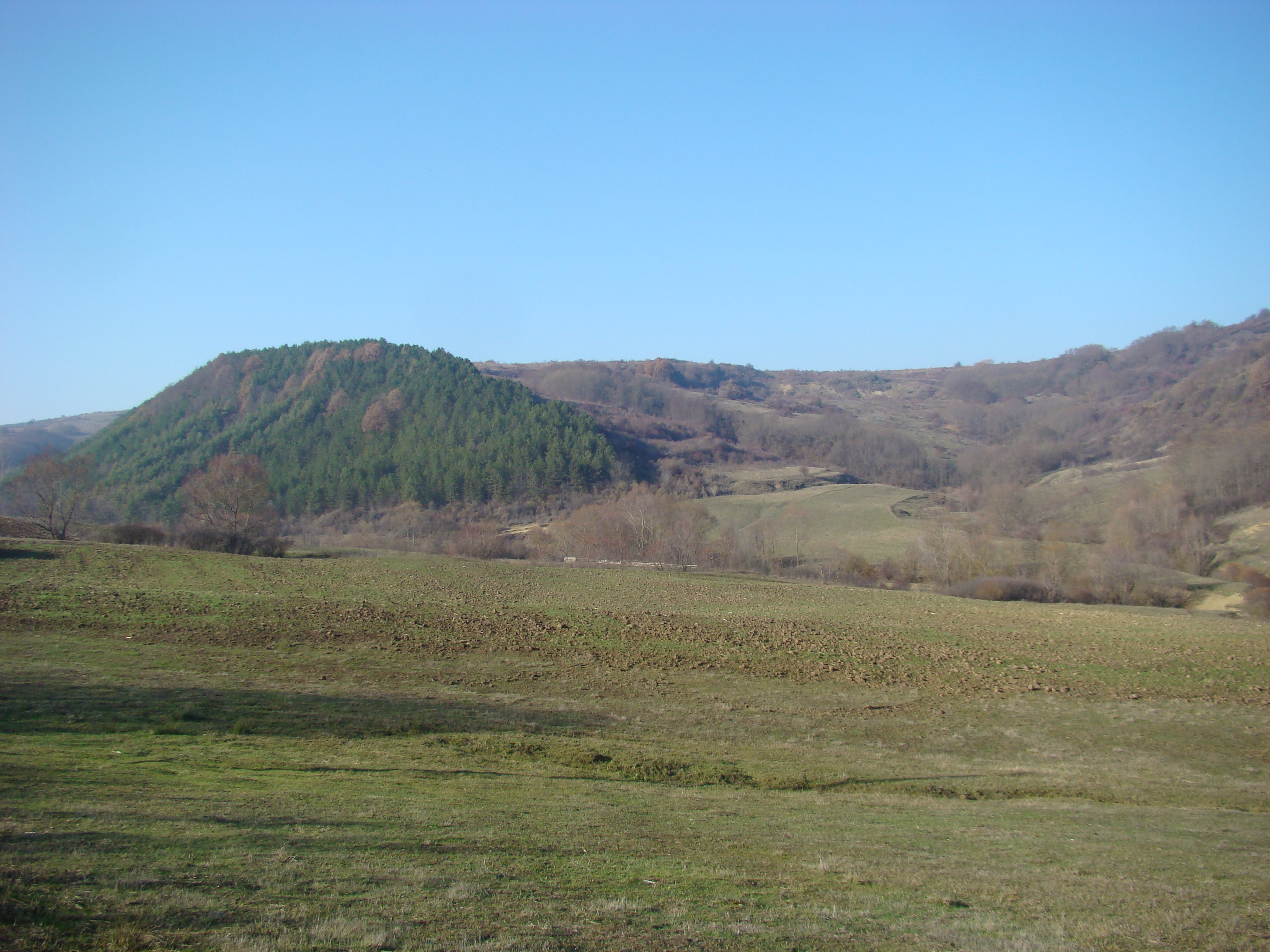
Ciubăncuța
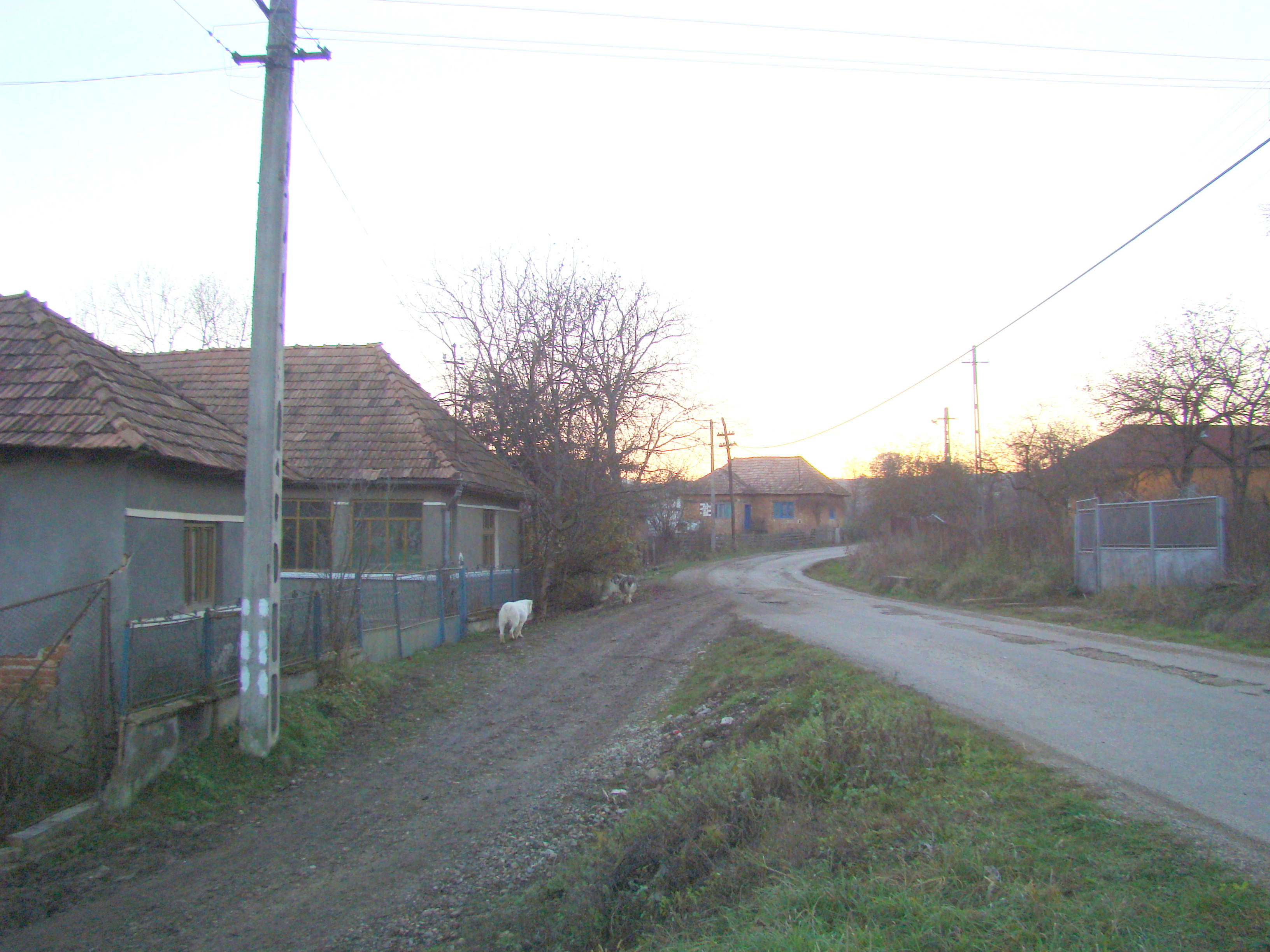
Jurca
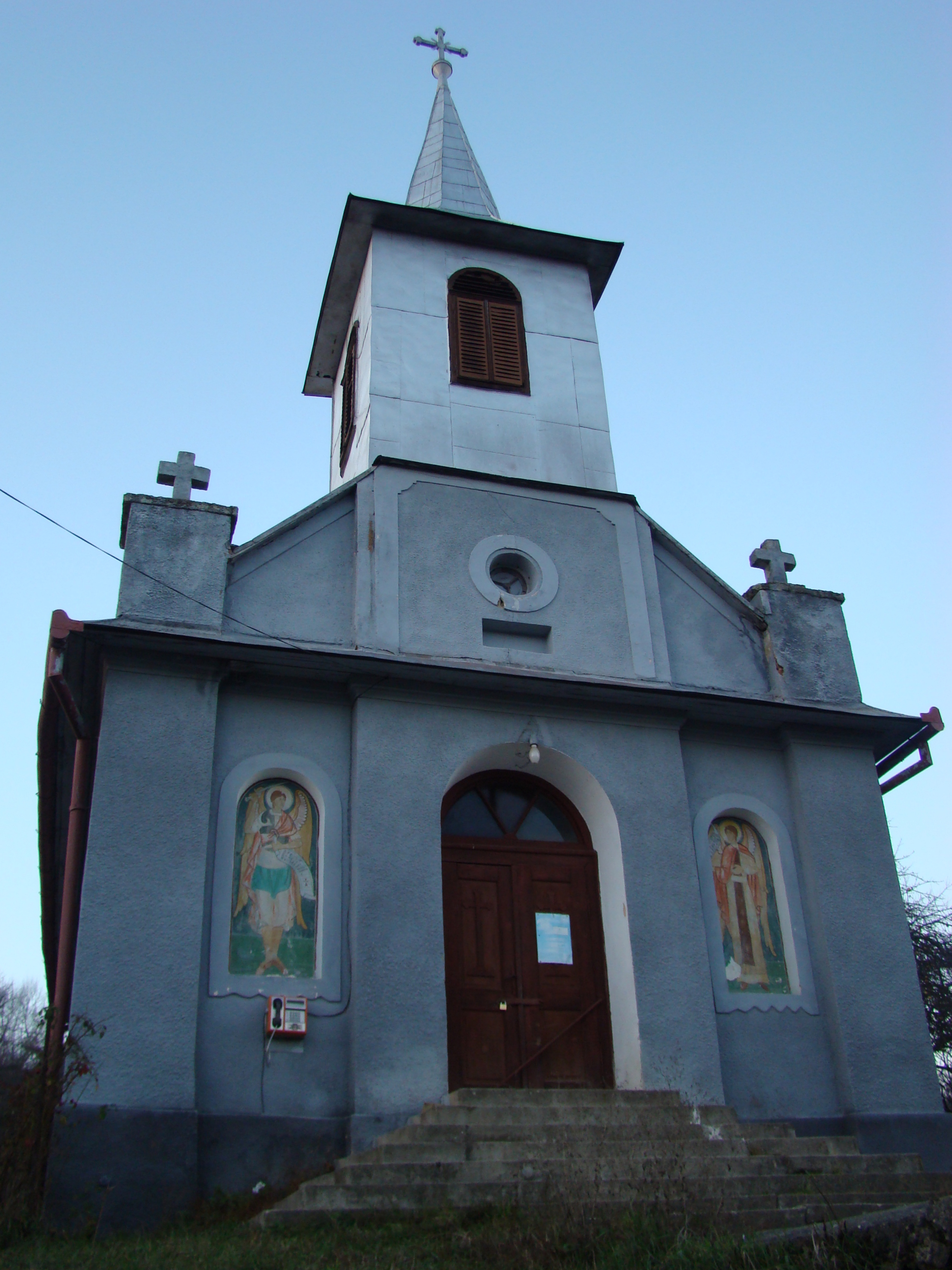
Biserica din Jurca
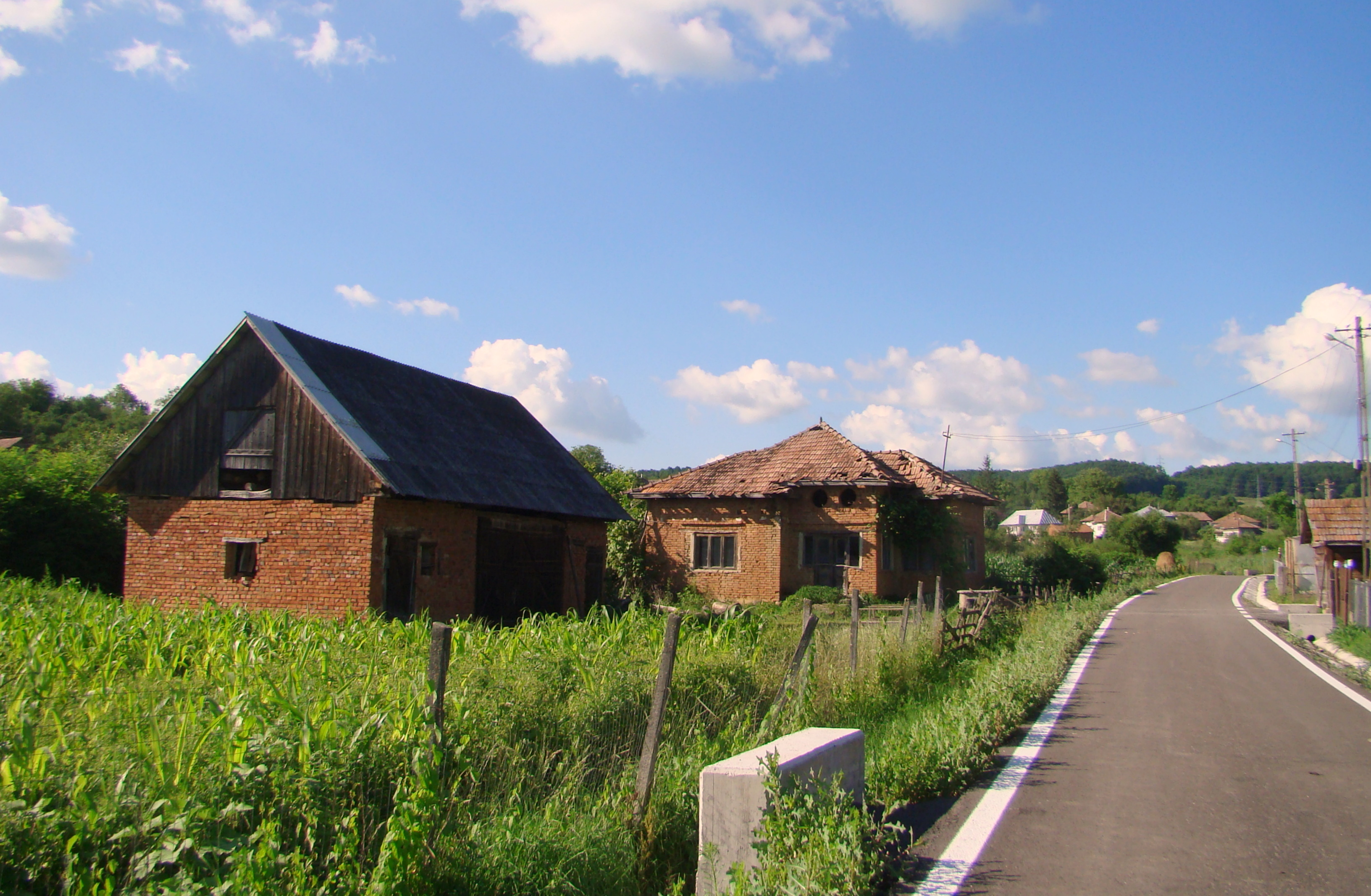
Căprioara
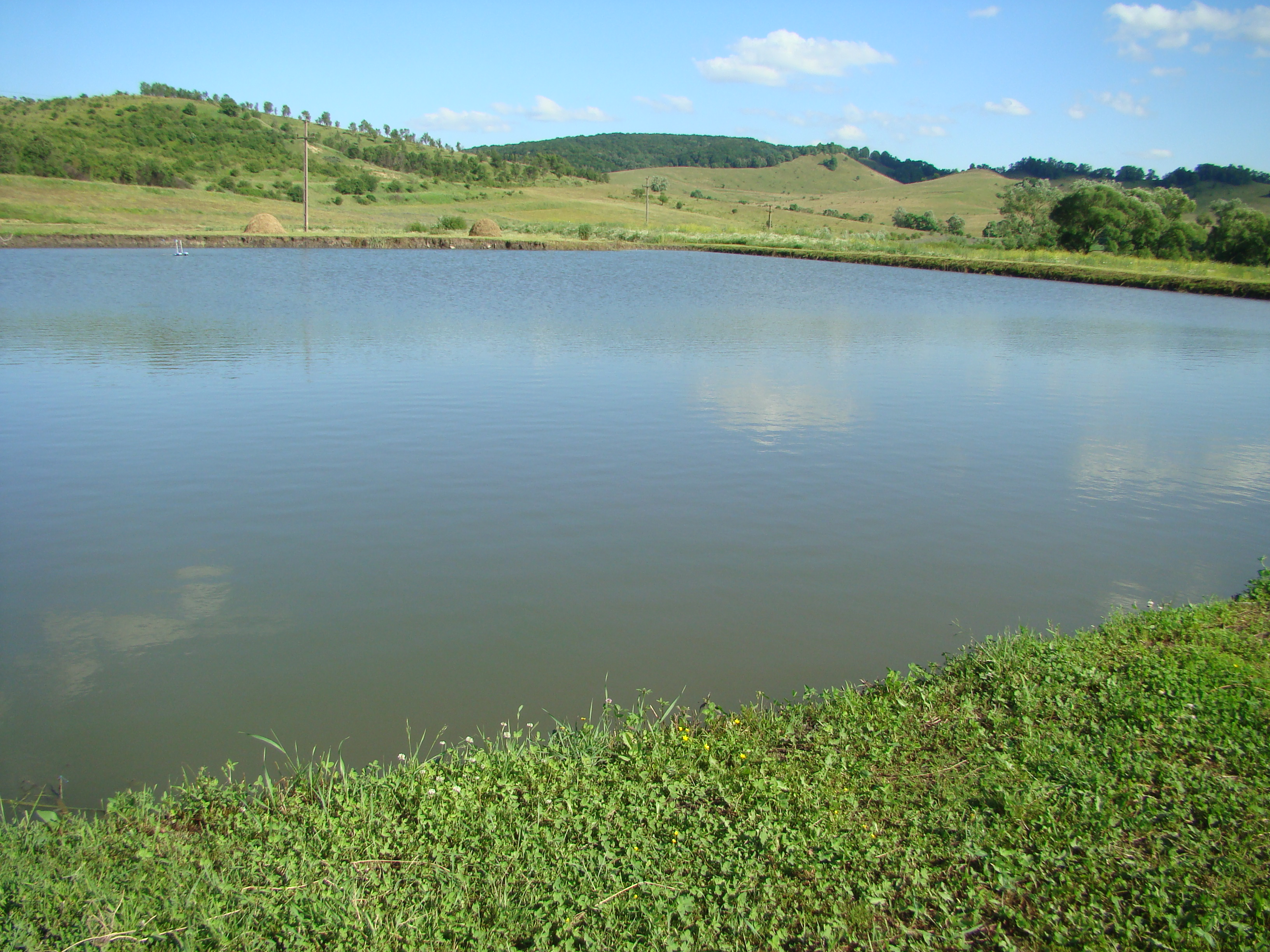
Lacul
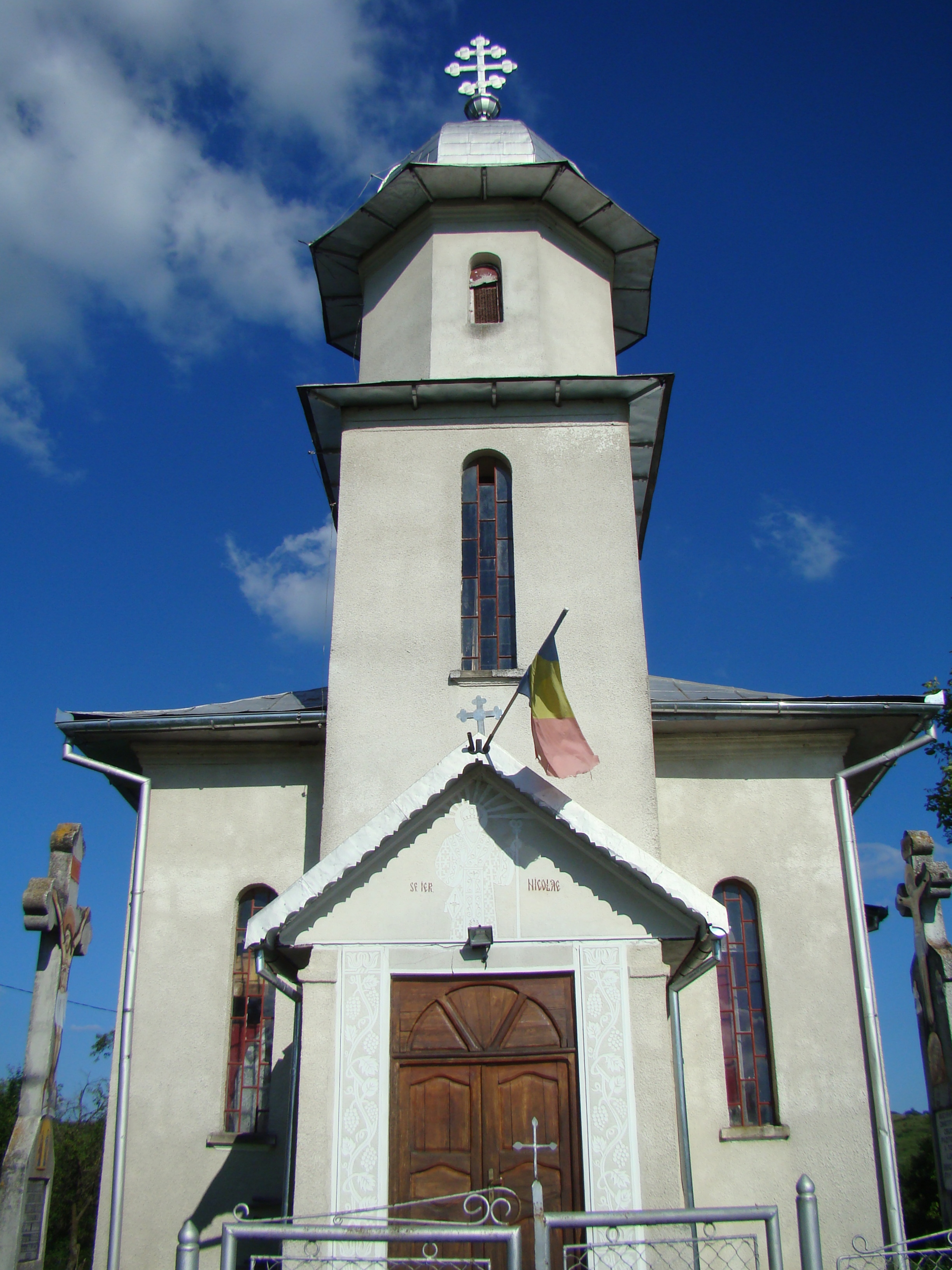
Biserica „Sfântul Ierarh Nicolae” (1939)
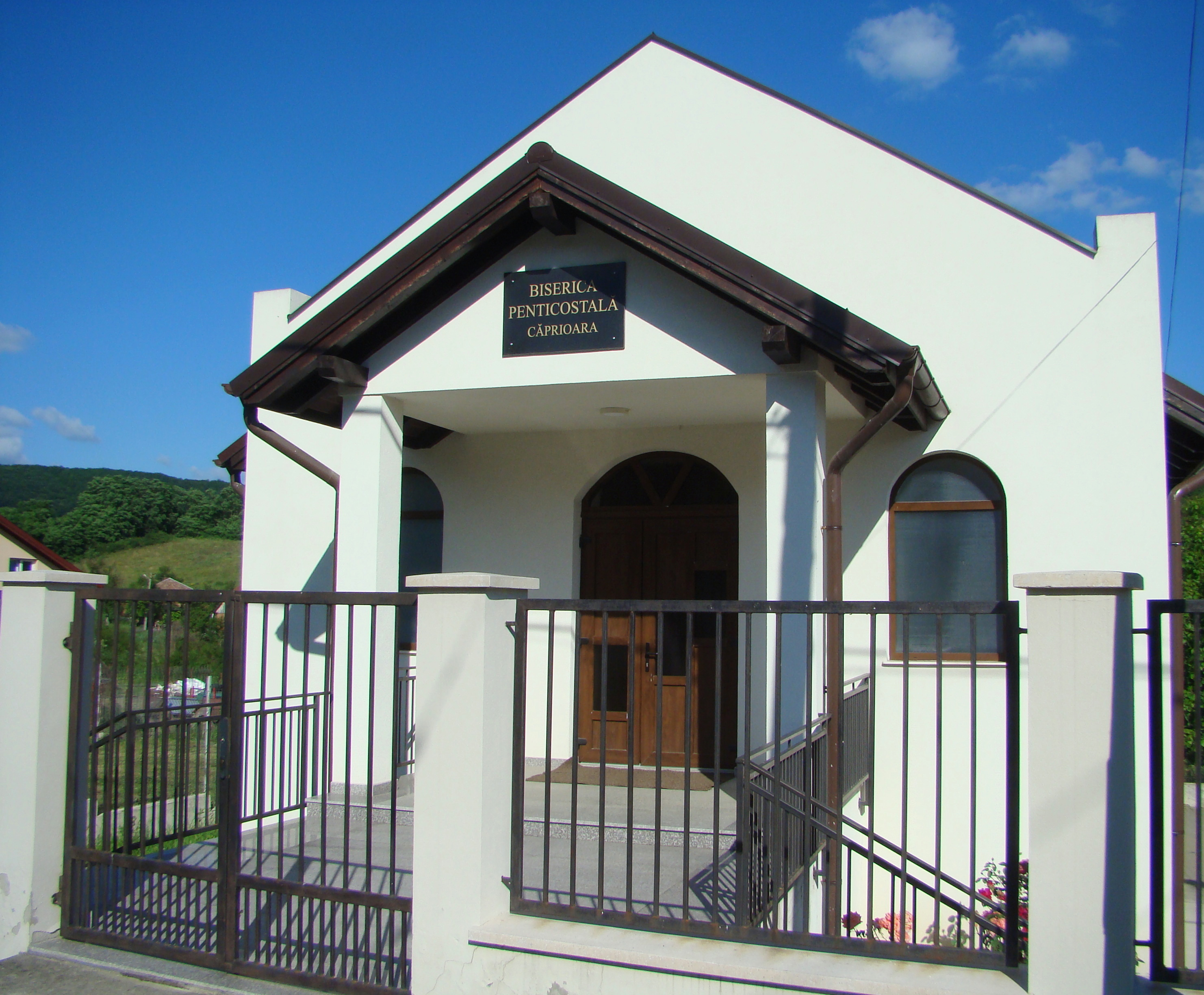
Biserica penticostală